# Abdulhadi al-Khawaja
Abdulhadi al-Khawaja (også skrevet Abdulhadi Alkhawaja, født cirka 1961) er en dansk-bahrainsk aktivist der er idømt en livstidsdom i Bahrain. Al-Khawaja er shia muslim.
Han er tidligere beskyttelseskoordinator for organisationen Front Line og tidligere formand for Bahrain Centre for Human Rights.
Al-Khawaja har boet 12 år i Danmark,
og har dobbelt statsborgerskab i både Danmark og Bahrain.
Han flyttede tilbage til Bahrain i 2001.
Al-Khawaja blev arresteret i 2004 og 2007 i Bahrain.
I april 2011 blev al-Khawaja tilbageholdt i Bahrain.
Ifølge Front Line skulle han under fængslingen have været udsat for tortur og et voldtægtsforsøg, og som følge af torturen har han gennemgået en 4-timer lang operation for skader på sit hoved.
I juni 2011 blev al-Khawaja ved en militærdomstol idømt en livstidsdom, der dog maksimalt er 25 år.
Han blev dømt for at have fornærmet hæren og Bahrains sunnier samt for at have forsøgt at vælte styret og med magt ændre forfatningen.
I slutningen af januar 2012 meddelte flere aktivistgrupper at al-Khawaja var gået i sultestrejke sammen med 13 andre fængslede aktivister.
Han ville sultestrejke "til frihed eller til døden".
I februar blev han indlagt på et hospital.
Blandt hans nærmeste familie er døtrene Zainab og Maryam.
Begge disse døtre er menneskerettighedsaktivister.
Under sin fars sultestrejke blev Zainab Al-Khawaja også fængslet efter at have deltaget i en fredelig demonstration i februar 2012.
I september 2022 kritiserede FN's specialrapportør for menneskerettigheder Mary Lawlor Danmarks håndtering af sagen og manglende pres på Bahrains regering.